# Bączek (żeglarstwo)

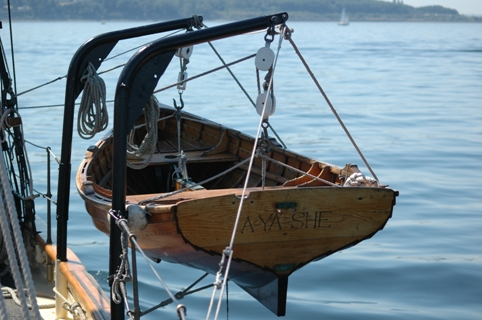
Bączek zawieszony na żurawikach

Bączek, bąk lub bajbot – niewielka łódź wiosłowa, niegdyś drewniana, obecnie najczęściej plastikowa, obsługiwana przez jedną osobę, płytka, za to szeroka, przewożona na pokładzie jednostki pływającej, np. jachtu lub podwieszana na żurawikach. Służy do komunikacji z lądem dla przewozu osób lub towarów, także do prac pomocniczych takich jak np. mycie, malowanie burt, zawożenie cumy, holu, wywożenia kotwicy itp. Tradycyjne bączki wyposażone były w dulkę także na rufie, co pozwalało napędzać łódkę, wiosłując jednym wiosłem metodą zwaną na śrubkę lub śrubkowaniem. Dziś rolę bączka zwykle spełniają pontony pneumatyczne nierzadko wyposażone w niewielki zaburtowy silnik spalinowy lub elektryczny.